# Elżbiecin (województwo wielkopolskie)
Elżbiecin – osada w woj. wielkopolskim, w powiecie czarnkowsko-trzcianeckim, w gminie Lubasz.
Do 2023 miejscowość była częścią wsi Miłkowo.